# Simoides
Simoides là một chi ruồi trong họ Syrphidae.